# Judyta Jakubowiczowa
Judyta Gitla Jakubowiczowa również Zbytkower, Sonnenberg (ur. w 1751 we Frankfurcie nad Odrą, zm. 11 maja 1829 w Warszawie) – córka Levina Buko, finansistka, przedsiębiorczyni, rządowa liwerantka.

## Życiorys

### Życie osobiste
Urodziła się we wpływowej rodzinie kupieckiej z Frankfurtu nad Odrą. Jej ojcem był kupiec Jehuda Lejba (Levin) Buk (Bucc). Została starannie wykształcona, posługiwała się biegle językiem niemieckim i francuskim oraz dysponowała wiedzą z zakresu kupiectwa. Do Warszawy przeprowadziła się około roku 1770 w celu zawarcia małżeństwa ze znacznie starszym od siebie Szmulem Zbytkowerem (kupcem, faktorem i dostawcą Króla Stanisława Augusta). Zawarła związek małżeński w 1779 r. Była trzecią żoną Zbytkowera, z którym miała trzy córki: Mariannę Barbarę Bonę (1780-1830), Ludwikę Rebekę (ur. 1781) i Annę (żonę kolejno Łazarza Tischlera - warszawskiego kupca, Józefa Aleksego Morawskiego (1791-1855) - senatora, 1788-1828). Wnuczką Anny i Józefa Morawskiego była Franciszka Siedliska (błogosławiona Maria od Pana Jezusa Dobrego Pasterza) założycielka Zgromadzenia Sióstr Najświętszej Rodziny z Nazaretu.

### Działalność
Prowadziła liczne interesy, takie jak: przetwórstwo produktów rolnych, eksport bydła i zaopatrywanie armii. Prowadziła salon wzorowany na życiu niemieckiej inteligencji żydowskiej. Utrzymywała szerokie kontakty towarzyskie, gościła na obiadach czwartkowych króla Stanisława Augusta Poniatowskiego. W 1801 roku, po śmierci męża, sama kontynuowała prowadzenie przedsiębiorstwa. Do zakończenia wojen napoleońskich była jedną z wiodących dostawczyń wojskowych w Polsce, Rosji, Francji i Prusach. W 1807 r. była największą dostawczynią dla armii Księstwa Warszawskiego. Z powodu niewypłacalności Królestwa zobowiązania wobec Sonnenberg zostały spłacone poprzez nadanie jej przywileju nabywania dóbr narodowych. Na mocy tego prawa Judyta Zbytkower zakupiła od Skarbu Państwa w 1813 r. położone w okolicy Warszawy majątki Jeziornę, Okrzeszyn i Kępę Okrzeską. W 1815 porzuciła zajmowanie się dostawami dla armii i  powróciła do działalności bankowo-finansowej, a swoją działalność kontynuowała głównie na rzecz Prus i Rosji.
Jej majątek został wyceniony na około 2,5 mln złotych.

### Dziedzictwo
Schyłek życia spędziła w swojej warszawskiej posiadłości przy ulicy Przejazd. W swoim testamencie z marca 1829 przekazała część swojego majątku na rzecz organizacji dobroczynnych: Szpitalowi Dzieciątka Jezus, Szpitalowi Żydowskiemu, Instytutowi Zaniedbanych Moralnie Dzieci, Instytutowi Głuchoniemych a także żydowskiemu bractwu Malbisz Arumim (hebr. odziewanie ubogich) i Towarzystwu Dobroczynności. Ufundowała też stypendium dla trojga ubogich uczniów bez różnicy wyznania i płci, które było wypłacane jeszcze w latach 50. XIX wieku.
Została pochowana na cmentarzu żydowskim na Bródnie.